# Nevadí (album)
Nevadí je šesté řadové album pražské skupiny Hm... Vyšlo 3. října 2019, stejného dne bylo i pokřtěno v Paláci Akropolis. Album je vydáno ve spolupráci skupiny s nakladatelstvím Polí5.
Hudbu většiny skladeb složil Marek Doubrava, po jedné skladbě přispěli Filip Nebřenský a Jaroslav Noga. Na rozdíl od předchozích alb, kde skupina přebírala texty z básní klasiků, na albu Nevadí většinově vytvořil texty Marek Doubrava, dále jsou na albu příspěvky Jaroslava Nogy, Jakuba Folvarčného, Zbyňka Hejdy, Milana Ohniska a Ondřeje Ježka.

## Složení

### Hm...
- Marek Doubrava – kytara, klavír, klávesy, zpěv
- Viktor Ekrt – housle, baskytara, zpěv
- Filip Nebřenský – flétny, saxofony, kontraaltový klarinet, tuba, baskytara, zpěv
- Jaroslav Noga – bicí, vibrafon, perkuse, zpěv
- Ondřej Ježek

### Hosté
- sCore orchestra pod vedením Michaely Rósza-Růžičkové

## Seznam skladeb
1. Komín a břízy
2. Všechna slast musí být spotřebována
3. Maloměšťák
4. Nesmělý chlapec
5. ...se vracejí
6. Život
7. Každý
8. Láska
9. Monogamní kříž
10. Přijdeš domů
11. Aplikovaná proměnlivost
12. Odcházím